# Festuca actae
Festuca actae är en gräsart som beskrevs av Henry Eamonn Connor. Festuca actae ingår i släktet svinglar, och familjen gräs. Inga underarter finns listade i Catalogue of Life.